# 제6회 미국 작가 조합상
제6회 미국 작가 조합상은 1953년 뛰어난 활동을 보인 영화 작가를 기리기 위해 1954년 2월에 열린 시상식이다. Beverly Hills Hotel에서 개최되었다.

## 수상 및 후보

### 각본상
- 릴리 - 헬렌 도이치 수상
- 지상에서 영원으로 - 다니엘 타라대쉐 수상
- 로마의 휴일 - 이안 맥리랜 헌터 수상

### 월계수상
- 더들리 니콜스 수상